# Shallon-Scheinbeere
Die Shallon-Scheinbeere (Gaultheria shallon), auch Hohe Rebhuhnbeere oder Salal genannt, ist eine Pflanzenart aus der Gattung der Scheinbeeren (Gaultheria) in der Familie der Heidekrautgewächse (Ericaceae). Diese Pflanzenart wurde während der Expedition von Lewis und Clark (1804–1806) im Westen Nordamerikas entdeckt und von Frederick Pursh erstmals beschrieben. Shallon ist abgeleitet von Kikwu-salu, dem Chinook-Namen für diese Art.

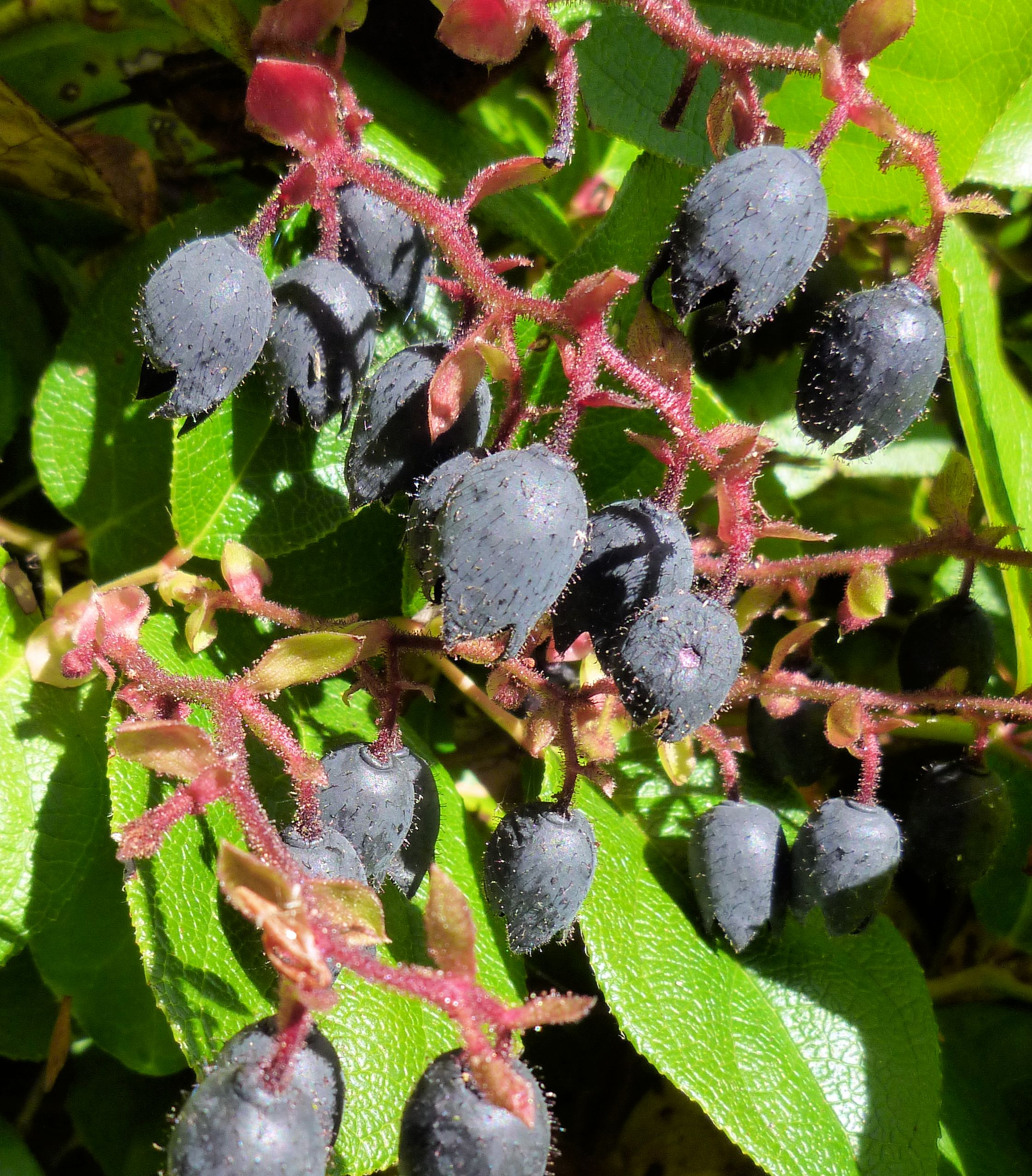
Früchte

## Merkmale
Die Shallon-Scheinbeere ist ein kleiner, Ausläufer bildender, immergrüner Strauch. Die Triebe werden bis zu einem Meter hoch. Die Blätter sind ledrig und von eiförmiger bis kreisrunder Form. Die Blätter sind am Rand fein gezähnt. Sie stehen an hin- und hergebogenen Trieben. Der Jahrestrieb wird von den in traubigen Blütenständen stehenden nickenden, krugförmigen Blüten abgeschlossen. Diese sind, ebenso wie der Rest der Pflanze, drüsig behaart. Die blauen Früchte sind essbar.
Die Chromosomenzahl beträgt 2n = 44 oder 88.

## Vorkommen
Die Art kommt im Unterwuchs der gemäßigten Regenwälder entlang der Pazifikküste Nordamerikas sehr häufig vor. Das Verbreitungsgebiet erstreckt sich in Nord-Süd-Richtung vom südlichen Alaska über das kanadische British Columbia und die US-Bundesstaaten Washington und Oregon in südlicher Richtung bis nach Kalifornien.

## Verwendung
Die Blätter dieser Art sind unter dem Namen Salal ein weit verbreitetes Bindegrün in der Floristik. Es zeichnet sich durch seine Robustheit und Beständigkeit aus
Ebenfalls kann diese Pflanze auch als Nahrungsersatz für Rosengewächse fressende Insekten verwendet werden.